# Histoire du Tchad
Pour un article synthétique sous forme de listes, voir Chronologie du Tchad.
L'État du Tchad dans ses frontières actuelles est une création de la colonisation européenne. Ses frontières sont la résultante de négociations entre Français, Anglais et Allemands dans les années 1880. Mais l'espace tchadien possède une histoire riche et relativement bien connue. Il est sans doute l'un des berceaux de l'Humanité comme l'indique la découverte du fossile de Sahelanthropus tchadensis surnommé « Toumaï ». Il a été par la suite le siège de trois grands royaumes sahéliens, le Kanem-Bornou, le Baguirmi et le Ouaddaï.
Considéré comme protectorat français à partir de 1900, le Tchad fut érigé en colonie en 1920 dans le cadre de l'AEF (Afrique-Équatoriale française). Sous l'impulsion du gouverneur Félix Éboué, il fut la première colonie française à se rallier à la France libre en 1940.
Devenue république autonome en 1958, le Tchad accéda à l'indépendance le 11 août 1960 sous la présidence de François Tombalbaye. Celui-ci dut bientôt faire face à la révolte des populations du Nord, en majorité musulmanes, ce qui l'amena à solliciter l'aide des troupes françaises en 1968. Après l'assassinat de Tombalbaye en 1975, le pouvoir échut au général Félix Malloum, qui dut céder la place en 1979 au nordiste Goukouni Oueddei, à la suite de la première bataille de N'Djaména. En 1980, la seconde bataille de N'Djaména permit à Goukouni Oueddei d'évincer son rival, Hissène Habré, avec l'aide décisive des troupes de la Jamahiriya arabe libyenne de Mouammar Kadhafi.
Après l'échec d'un projet de fusion entre le Tchad et la Libye en 1981, les troupes libyennes se retirèrent dans le cadre d'un accord conclu avec le gouvernement français. En 1982, Goukouni Oueddei fut renversé à son tour par Hissène Habré, qui dut faire appel l'année suivante aux troupes françaises pour contenir une nouvelle invasion libyenne. En 1987, une contre-offensive des forces tchadiennes contraignit finalement les troupes libyennes à évacuer le pays, à l'exception de la bande d'Aozou, qui ne fut restituée au Tchad qu'en 1994.
En 1990, Hissène Habré fut chassé du pouvoir par Idriss Déby, qui meurt en 2021. Ce dernier semble bénéficier du soutien de la France et de la Libye, face aux divers mouvements de rébellion qui seraient plus ou moins encouragés par le Soudan voisin, en liaison avec le conflit du Darfour.

## Préhistoire

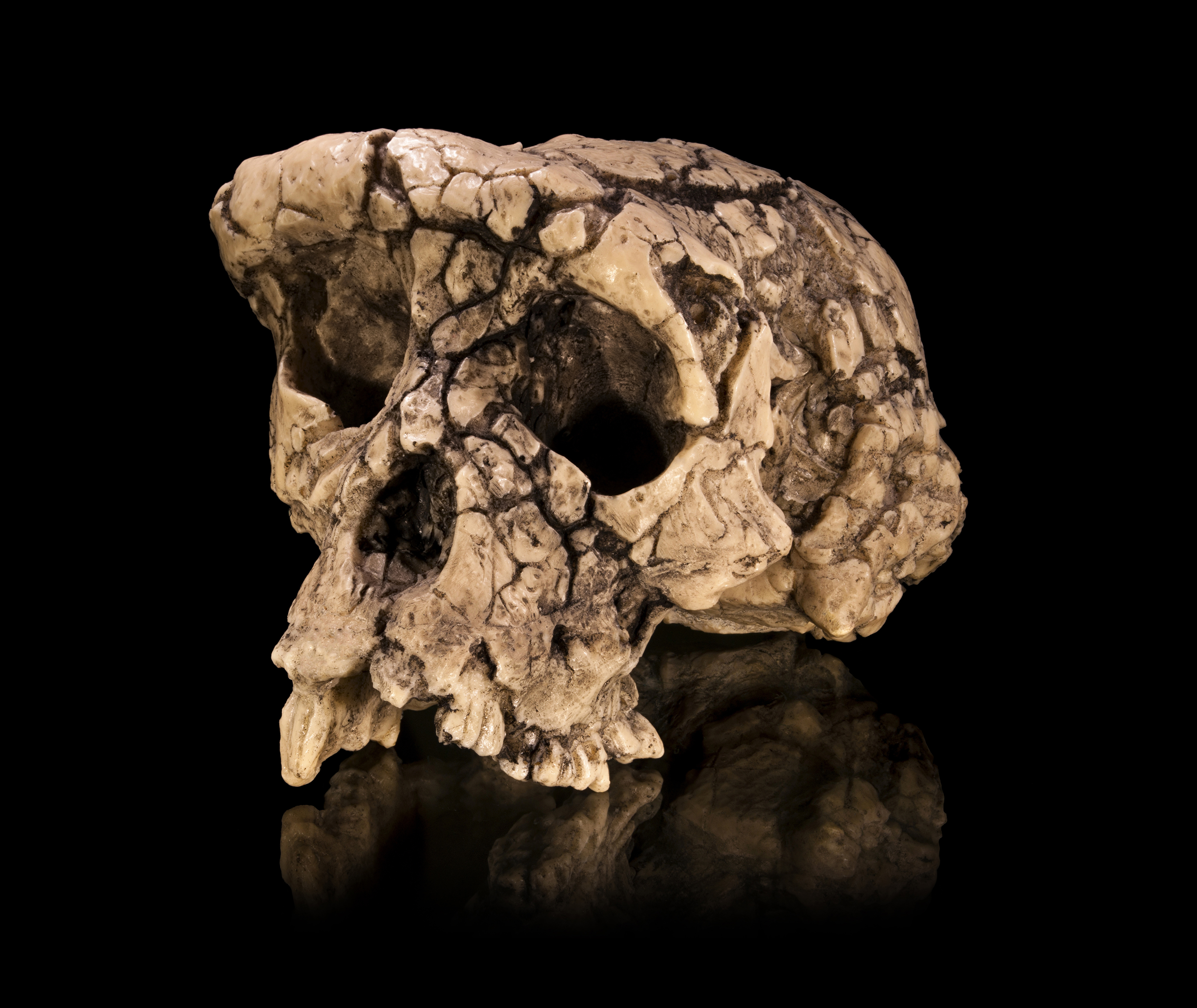
Moulage du crâne holotype de Sahelanthropus tchadensis.

« Abel » est le surnom donné au premier spécimen de l'hominidé fossile Australopithecus bahrelghazali, découvert en 1995 au Tchad par une équipe conduite par Michel Brunet,. Il aurait vécu entre 3,5 et 3,0 millions d'années BP et serait contemporain d'Australopithecus afarensis.
« Toumaï » est le surnom donné à un crâne de primate fossile découvert en 2001 au Tchad. Il a conduit à la définition d'une nouvelle espèce, Sahelanthropus tchadensis, que certains paléoanthropologues considèrent comme l'une des premières espèces de la lignée humaine.
- Abel, Australopithecus bahrelghazali
- Toumaï, Sahelanthropus tchadensis

## Antiquité et Moyen-Âge
La région du lac Tchad est habitée essentiellement par des populations agricoles et pastorales. Des populations sédentaires s’installent principalement au sud, près des cours d’eau, des groupes nomades occupent les zones plus arides du nord, où subsistent des oasis habitées. La désertification progressive du Sahara et la baisse du niveau du lac Tchad entraînent des mouvements de populations vers cette zone, favorisant des dynamiques d’adaptation et de concentration humaine.
Les données climatiques suggèrent que la période entre le IIIe et Xe siècles est marquée par un climat relativement plus humide qu’aujourd’hui, comme l’indique le déversement prolongé du lac Tchad dans le Bahr el-Ghazal. Toutefois, une phase d’aridification semble s’amorcer au XIe siècle.
La diffusion des techniques du fer dans la région est inégale. Alors que le fer est utilisé dès le VIIe siècle av. J.-C. dans la région de Termit, il n’apparaît que plus tard dans le sud du lac Tchad, notamment sur le site de Daïma. Ces décalages traduisent des clivages régionaux, davantage marqués entre l’est et l’ouest qu’entre le nord et le sud. La culture haddadienne, centrée sur la métallurgie du fer, se développe entre les IVe et VIIIe siècles dans le nord-est du Tchad.
L’introduction du chameau au Ve siècle favorise l’ouverture de voies caravanières transsahariennes. Des routes reliant le Fezzan, le Kaouar et la région du lac Tchad permettent l’établissement progressif de réseaux commerciaux. La présence du royaume des Garamantes dans le Fezzan joue probablement un rôle structurant dans ce commerce. À partir du VIIe siècle, la route centrale du Sahara devient progressivement une voie majeure des échanges, renforcée par les contacts avec l’Afrique du Nord islamisée.

## Anciens royaumes

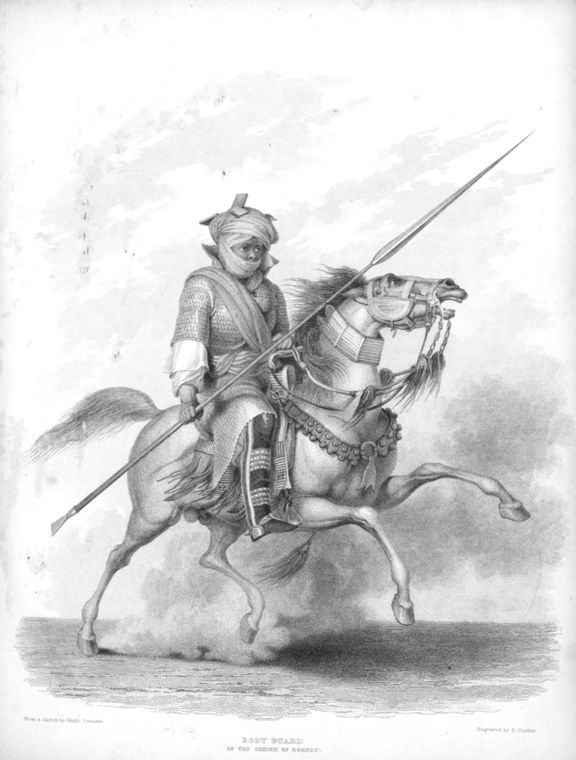
Garde du cheikh du Bornou (gravure de E.F. Finden publiée en 1826).

Plusieurs entités politiques ont existé dans l'espace tchadien actuel. Elles ont souvent coexisté, entretenant entre elles des rapports de rivalité, de domination, de suzeraineté ou d'alliance. Chacune a son histoire et ses caractéristiques. La nature du pouvoir et du chef n'est pas la même partout et à toutes les époques : chef religieux, chef politique et militaire. Certaines de ces formations sont très anciennes et ont un prolongement dans le Tchad d'aujourd'hui par les autorités traditionnelles (sultans, chefs traditionnels) qui coexistent avec les autorités administratives.

### Origine du Kanem (Kanem-Bornou)

Territoire du royaume de Kanem-Bornou.

Le royaume du Kanem apparait au VIIIe siècle, sous domination des Zaghawa. Il s'affirme indépendamment au XIe siècle à l'arrivée d'une dynastie musulmane Maguimi, les Sefuwa. Ils ont pour capitale la ville de Njimi. Musulman à partir du règne d'Oumé (vers 1085), il atteint son apogée avec Dounama Dibalami (1220/1259), qui l’étend vers le Fezzan et le Nil, et lie des relations avec les royaumes berbères, en particulier avec les Almohades.
Après la mort de Dounama, le Royaume se morcelle rapidement. Au XIVe siècle, il est menacé par les Sao et les Boulala venus de l'est. Pour échapper à ces attaques extérieures, les souverains du Kanem doivent se réfugier sur la rive ouest du lac Tchad où ils fondent le royaume de Bornou en 1395.
Le Bornou reconquiert le Kanem et devint le Kanem-Bornou au XVIe siècle. L'Empire atteint son apogée sous le règne d'Idriss III Alaoma (1580-1603). À la fin du XVIIIe siècle, le Bornou a retrouvé une puissance certaine et étend son influence jusque sur les peuplades de la Bénoué moyenne. Sa prospérité est essentiellement basée sur le trafic des esclaves. À la fin du XIXe siècle, la région est ravagée par le négrier soudanais Rabah qui s'impose comme le dernier sultan du royaume ; puis ce dernier est écrasé par les troupes coloniales françaises en 1900.

### Le royaume du Ouaddaï
Le royaume du Ouaddaï émergea au XVIe siècle. Au début du siècle suivant, des clans de la région se rallièrent au sultan AbdelKarim ben Djameh, qui renversa les Tunjur et fit de Ouaddaï un sultanat islamique. Au cours du XVIIIe siècle, le pays résista aux tentatives d'annexion du Darfour et vers 1800, le sultan Sabon (en) commença à étendre son pouvoir. Une nouvelle route commerciale vers le nord fut ouverte et Sabun se mit à frapper sa propre monnaie. Il importa des armes et fit venir des conseillers militaires d'Afrique du Nord. Ses successeurs furent moins habiles que lui, et le Darfour tira parti d'une dispute successorale en 1838 pour placer son propre candidat au pouvoir, Mohammed Sharif. Ce dernier se retourna cependant contre le Darfour et instaura son propre règne, ce qui lui permit de se faire accepter par les différents clans de Ouaddaï. Il étendit l'hégémonie du sultanat sur le royaume de Baguirmi et jusqu'au fleuve Chari, et résista aux colons français jusqu'en 1912.
Ouaddaï subsiste comme chefferie traditionnelle en relation avec les autorités administratives tchadiennes modernes.

### Le royaume du Baguirmi
Le royaume du Baguirmi émergea au sud-est de Kanem-Bornou au XVIe siècle. Il adopta rapidement l'islam et devint un sultanat. Absorbé par le Kanem-Bornou, il recouvra son indépendance au cours du XVIIe siècle, pour être à nouveau annexé au milieu du XVIIIe. Il tomba en déclin au cours des années 1900 et se trouva sous la menace militaire du royaume du Ouaddaï. Il résista, mais accepta la tutelle de son voisin dans l'espoir de mettre fin à des dissensions internes. Lorsque sa capitale brûla en 1893, le sultan demanda et obtint le statut de protectorat auprès des autorités françaises.
Baguirmi subsiste comme chefferie traditionnelle en relation avec les autorités administratives tchadiennes modernes.

### Royaume Arna Wadi-Marou
Le royaume après l'arrivée de l'Allemagne 
est divisé en trois parties :
- la chefferie traditionnelle du Tibesti l'ancien dirdé-kodé et maintenant Handjir Yosko ;
- la chefferie traditionnelle du Mourdi maintenant Barkahaï ;
- la chefferie traditionnelle du Niger.

### Les principautés kotoko
- Peuple kotoko :
- Mani ;
- Douguia ;
- Mandelia ;
- Logone Birni ;
- Gaoui ;
- Logone Gana.

### Le royaume moundang de Léré
Le royaume moundang de Léré est un ancien état localisé dans le Sud-Ouest du territoire actuel du Tchad. Il n'existe plus aujourd'hui en tant qu'entité politique indépendante, mais seulement comme chefferie traditionnelle en relation avec les autorités administratives tchadiennes modernes.

### Le royaume Kenga d'Abtouyour

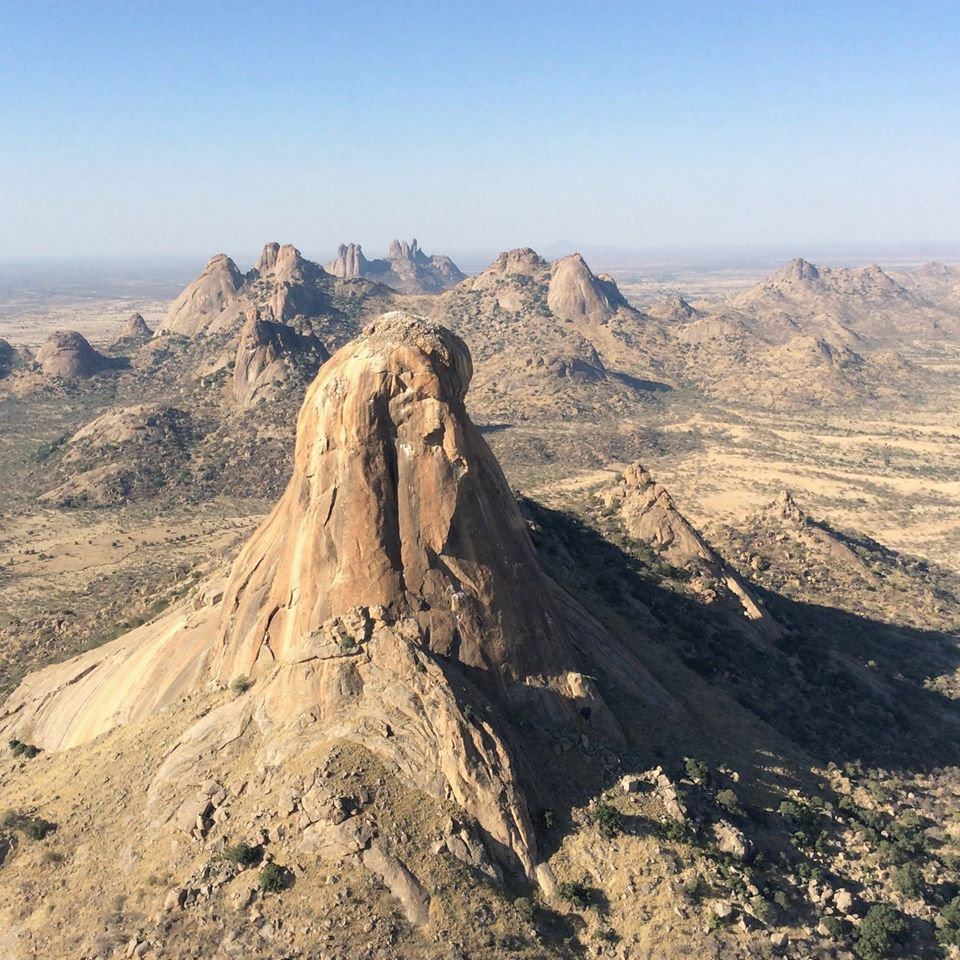
Le Mont Abtouyour.

### Le royaume toupouri de Doré
Le royaume toupouri de Doré est un ancien État localisé sur les territoires actuels du Tchad (principalement) et du Cameroun. Il n'existe plus aujourd'hui en tant qu'entité politique indépendante, mais seulement comme chefferie traditionnelle en relation avec les autorités administratives tchadiennes modernes.

## 1900-1960: période coloniale française

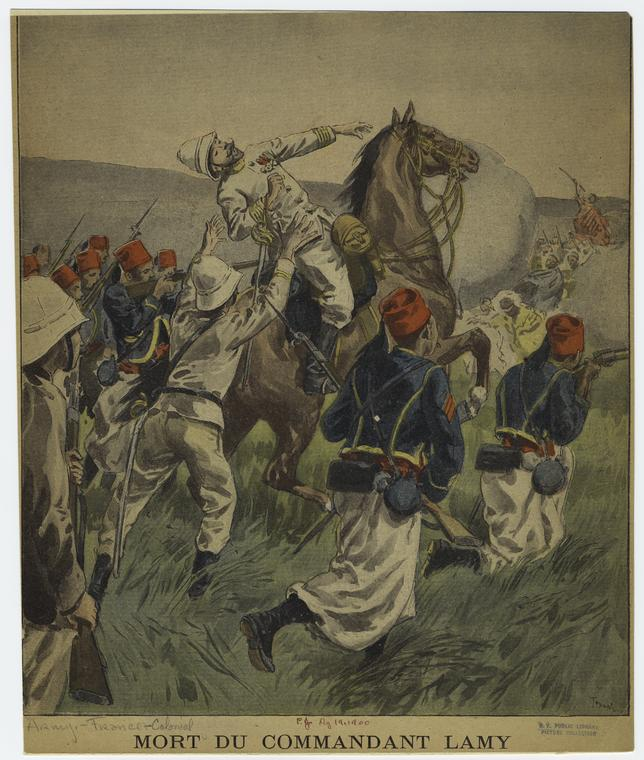
Mort du Commandant Lamy à la bataille de Kousséri en 1900.

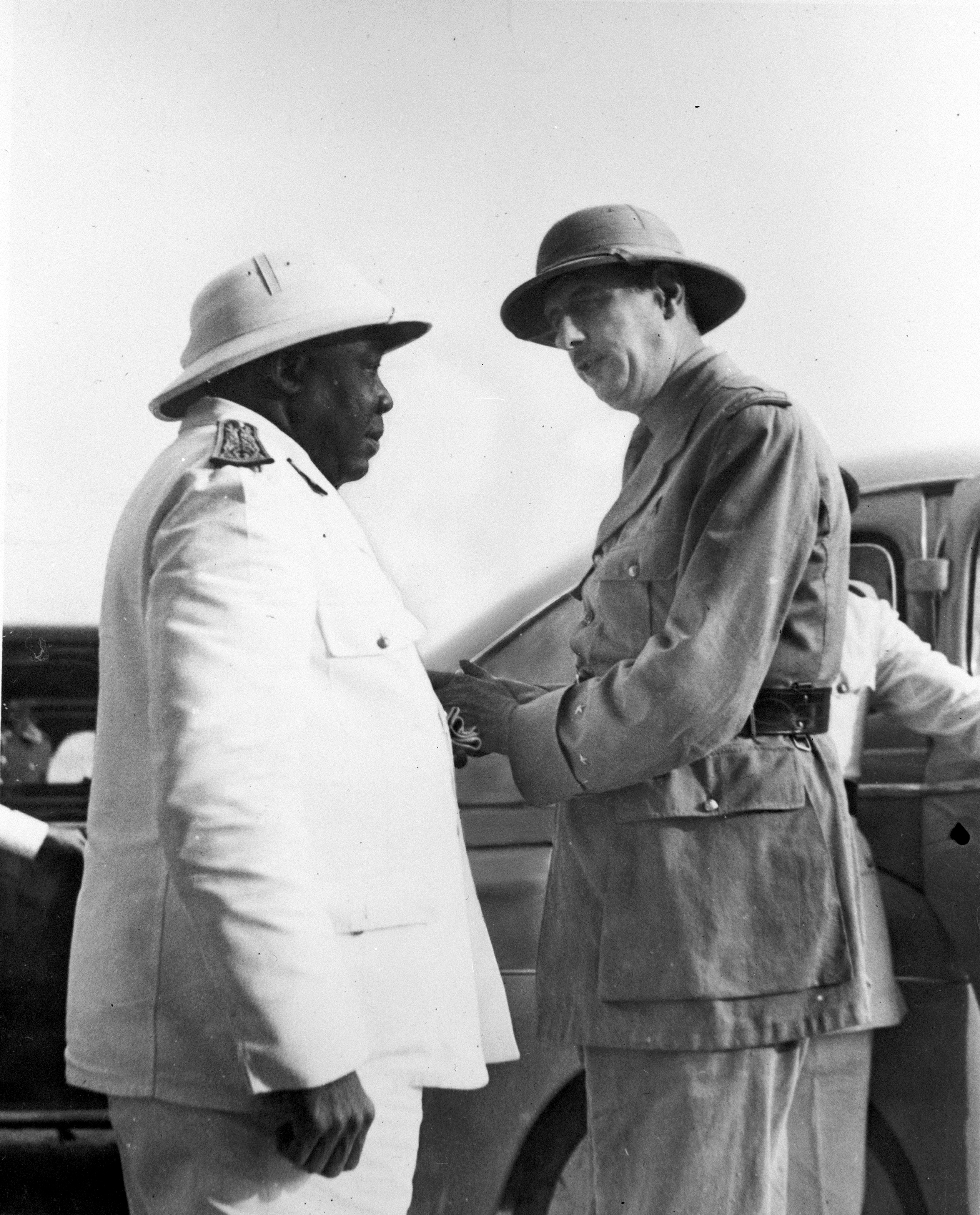
Charles de Gaulle et le gouverneur Félix Éboué en octobre 1940.

La France entre au Tchad en 1891 et y lance des expéditions militaires contre les royaumes musulmans. En 1898, la France lance trois expéditions en direction du Tchad : la mission Voulet-Chanoine depuis Dakar et le fleuve Niger, la mission Foureau-Lamy depuis Alger et le Sahara algérien et la mission d'Émile Gentil depuis le Moyen-Congo. La décisive bataille de Kousséri met aux prises le 22 avril 1900 près de l'actuelle N'Djaména les forces du commandant François Joseph Amédée Lamy et celles du seigneur de guerre soudanais Rabah — tous deux morts durant le combat. Émile Gentil fonde alors Fort-Lamy sur la rive droite du Chari et devient le premier administrateur du Tchad.
En 1905, l'administration du Tchad est confiée à un gouverneur général sis à Brazzaville, capitale de l'Afrique-Équatoriale française (AEF) dont le Tchad fut partie intégrante avant d'être placé sous l'autorité d'un lieutenant-gouverneur à Fort-Lamy, aujourd'hui N'Djaména.
La colonisation du Tchad est marquée par l'absence de politique d'unification du territoire et la lenteur de sa modernisation. Le Tchad est relégué au bas de l'échelle des priorités françaises et l'État colonial ne le considère guère que comme une source de coton et de main d'œuvre peu qualifiée à employer dans les colonies plus productives du Sud. De nombreuses régions n'eurent jamais de réel gouvernement ; l'immense préfecture de Borkou-Ennedi-Tibesti est dotée seulement d'une poignée d'administrateurs militaires, et le Centre est à peine mieux pourvu. Seul le Sud bénéficie d'une réelle administration coloniale.
L'année 1917 est marquée par un massacre de notables et religieux par l'armée française à Abéché, le massacre des coupe-coupe (plus de 70 morts).
André Gide rend compte de son voyage de 1926 dans la région dans Voyage au Congo et Le Retour du Tchad (1928).
Le recensement de 1939 indique 1,5 million d'habitants dont 6 000 européens.
Durant la Seconde Guerre mondiale, en juillet 1940, le gouverneur Félix Éboué décide de rallier le général de Gaulle : le Tchad est la première colonie à se joindre à la France libre, dont il constitue ainsi le premier territoire. Il sert de point de départ à plusieurs opérations militaires dirigées par Leclerc dans le désert libyen (1941-1943).

## Période contemporaine (1940-)

### La marche vers l’indépendance
L’accession du Tchad à la souveraineté internationale n’est pas le fruit d’une lutte armée de libération comme au Cameroun et plus tard en Algérie mais plutôt un cadeau généreusement offert sur un plateau par la métropole. À l’instar de celle des autres États d’Afrique noire francophone, elle résulte d’un assez long processus de décolonisation dont les premiers jalons ont été posés à la conférence de Brazzaville en 1944.
La vie politique a commencé au Tchad, comme partout ailleurs en Afrique noire francophone, après la conférence de Brazzaville de février 1944.

#### De la conférence de Brazzaville à l’Union française (1944-1946)
Même si cette conférence a écarté toute idée d’autonomie et toute possibilité d’évolution hors du cadre français, elle constitue tout de même un pas en avant par rapport au passé colonial pur et dur, car pour la première fois est envisagée la possibilité de réformes allant dans le sens de l’évolution politique, économique et sociale des colonies.
En 1946, une deuxième étape a été franchie avec la promulgation de la Constitution du 27 octobre qui, en instituant l’Union française, a apporté des changements notables : citoyenneté et droit de vote, représentation des Territoires d’Outre-mer (TOM) au parlement français et à l’Assemblée de l’Union française, création d’Assemblées territoriales, etc. À partir de cette période, les votes se suivent à un rythme accéléré pour élire les représentants du Tchad dans les différentes assemblées. Le corps électoral était divisé en deux collèges : un premier collège pour les colons et un deuxième pour les indigènes. Les premiers députés du Tchad à l’Assemblée nationale française ont été élus le 10 novembre 1946. Il s’agit de René Malbrant et de Gabriel Lisette. Le 15 décembre de la même année, les 30 membres de la première Assemblée locale du territoire, dite Conseil représentatif, sont à leur tour élus. Ce conseil était doté de pouvoirs limités, mais à travers lui, on voit apparaître pour la première fois, une élite locale qui va côtoyer les colons dans ce cadre parlementaire. En l’absence de tout parti ou regroupement de partis politiques, ce sont des notables qui ont, pour la plupart, été élus. C’est en 1947 que les premiers partis politiques sont créés. Il s’agit de l’Union démocratique tchadienne (UDT), favorable à l’administration coloniale et du Parti progressiste tchadien (PPT) de Gabriel Lisette, anticolonialiste. Après quelques années d’hégémonie électorale, l’UDT, minée par des dissensions internes, a commencé par s’émietter dès 1954, au profit du PPT, en donnant naissance à plusieurs petits partis comme : le Parti social indépendant du Tchad (PSIT), l’Action sociale tchadienne (AST), l’Union démocratique des indépendants du Tchad (UDIT), le Mouvement socialiste africain (MSA), le Groupe des indépendants et ruraux du Tchad (GIRT), etc.

#### La Loi-cadre de 1956: un tournant majeur
En 1956, un tournant majeur a été amorcé dans l’évolution politique des territoires grâce aux réformes apportées par la loi-cadre dite « Loi Gaston Defferre ». Cette loi qui date du 23 juin associe étroitement les populations locales à la gestion de leurs intérêts en instituant le collège unique et le suffrage universel, une assemblée territoriale aux pouvoirs élargis et un conseil de gouvernement investi par celle-ci et responsables devant elle. À travers ce conseil, apparaît un exécutif local tandis que l’accroissement des attributions de l’Assemblée territoriale la rapproche d’une Assemblée législative. Avec ces réformes, les territoires étaient véritablement engagés sur la voie de l’autonomie. Profitant de l’émiettement de son concurrent, l’UDT, le Parti progressiste tchadien a commencé à amorcer une montée fulgurante. Après la réélection triomphale de son président, Gabriel Lisette, comme député à l’Assemblée nationale française, le 2 janvier 1956, ce parti remporte les municipales de Fort-Lamy en novembre. Dans la perspective des élections à l’Assemblée territoriale de mars 1957, il forme avec d’autres partis un regroupement dénommé « Entente pour l’Application de la Loi-cadre » (EALC). Le 31 mars, cette coalition remporte une victoire écrasante en raflant 46 des 65 sièges de l’Assemblée. C’est cette assemblée qui, après l’élection de son bureau le 13 mai 1957, a élu les neuf membres du premier conseil de gouvernement dirigé par le chef de file des progressistes, Gabriel Lisette.

#### Communauté franco-africaine, indépendance à portée de main (1958-1960)
En 1958, un nouveau pas décisif est franchi deux ans plus tard par la promulgation de la Constitution française du 4 octobre 1958 qui instaure la Communauté. Rejetant l’option de l’accession immédiate à l’indépendance ainsi que celle du statu quo, c’est-à-dire le maintien du statut de Territoire d’Outre-mer, les élites tchadiennes décident le 28 novembre 1958 de proclamer le Tchad une république autonome, membre de la Communauté. C’est donc le choix de la continuité dans le progrès avec la France. La mise en place des institutions politiques de la jeune République a été difficile en raison de l’instabilité politique qui s’est installée très vite et qui trahissait une certaine immaturité de l’élite politique d’alors ; il y eut ainsi quatre gouvernements successifs en l’espace de quatre mois. Il s’agit des gouvernements provisoires dirigés respectivement par Gabriel Lisette (décembre 1958-février 1959), Sahoulba Gontchomé (10 février-11 mars), Ahmed Koulamallah (12 mars-24 mars) et François Tombalbaye (24 mars-…). Cependant, l’adoption de la première Constitution de la République le 31 mars puis la victoire écrasante du PPT aux législatives du 31 mai 1959 ont ouvert la voie à la mise en place de nouvelles institutions stables. Tombalbaye, qui a été reconduit dans ses fonctions en juin 1959, était chargé de mener à bien ce chantier. Dans le même temps le Tchad adhérait à une politique de coopération avec les trois États de l’ancienne AEF : ce qui aboutit à la création d’une conférence des Premiers ministres et à une union douanière.

#### Un projet moribond: la création de l’URAC
La période d’autonomie a été éphémère. En effet, suivant l’exemple de la fédération du Mali (Sénégal et Soudan) et de Madagascar, qui avaient demandé dès la fin de l’année 1959 à accéder à l’indépendance, les États d’Afrique centrale manifestèrent eux aussi le désir d’accéder à la souveraineté internationale dans un cadre fédéral dénommée « Union des Républiques d’Afrique centrale » (URAC). C’est dans cette optique que, par la loi no 60-3 du 15 avril 1960, l’Assemblée législative du Tchad a autorisé le Gouvernement à négocier et à conclure les accords réalisant le transfert des compétences communes et les accords de coopération « en vue de l’accession de la République du Tchad à la souveraineté internationale en amitié avec la France et en union avec les trois autres Républiques de l’ancienne AEF ». Le 17 mai 1960, les chefs d’États et de gouvernements de la RCA, de la république du Congo et du Tchad paraphent la charte constitutive de l’union lors d’une conférence tenue à Fort-Lamy. Seul le Gabon avait choisi d’accéder seul à l’indépendance pour des raisons de sauvegarde de ses intérêts propres. L’URAC s’était réservé la politique étrangère, la défense extérieure, les postes et télécommunications, l’émission de la monnaie ainsi que la coordination de l’économie. Presque au même moment, une loi constitutionnelle votée par le Sénat de la Communauté, le 2 juin 1960, complète les dispositions de la Constitution du 4 octobre 1958 en indiquant que : « Un État membre de la Communauté peut également, par voie d’accords, devenir indépendant sans cesser de ce fait d’appartenir à la Communauté ». C’est donc dire que tout était prêt pour la proclamation de l’indépendance en union (URAC) lorsque le coup de théâtre survient. Réunis à Paris au début du mois de juillet 1960 pour négocier le transfert des compétences de la Communauté, les dirigeants des États d’Afrique centrale renoncent brusquement au projet de l’URAC et décident que leurs pays accèdent séparément à l’indépendance.

#### Proclamation de l’indépendance (1960)

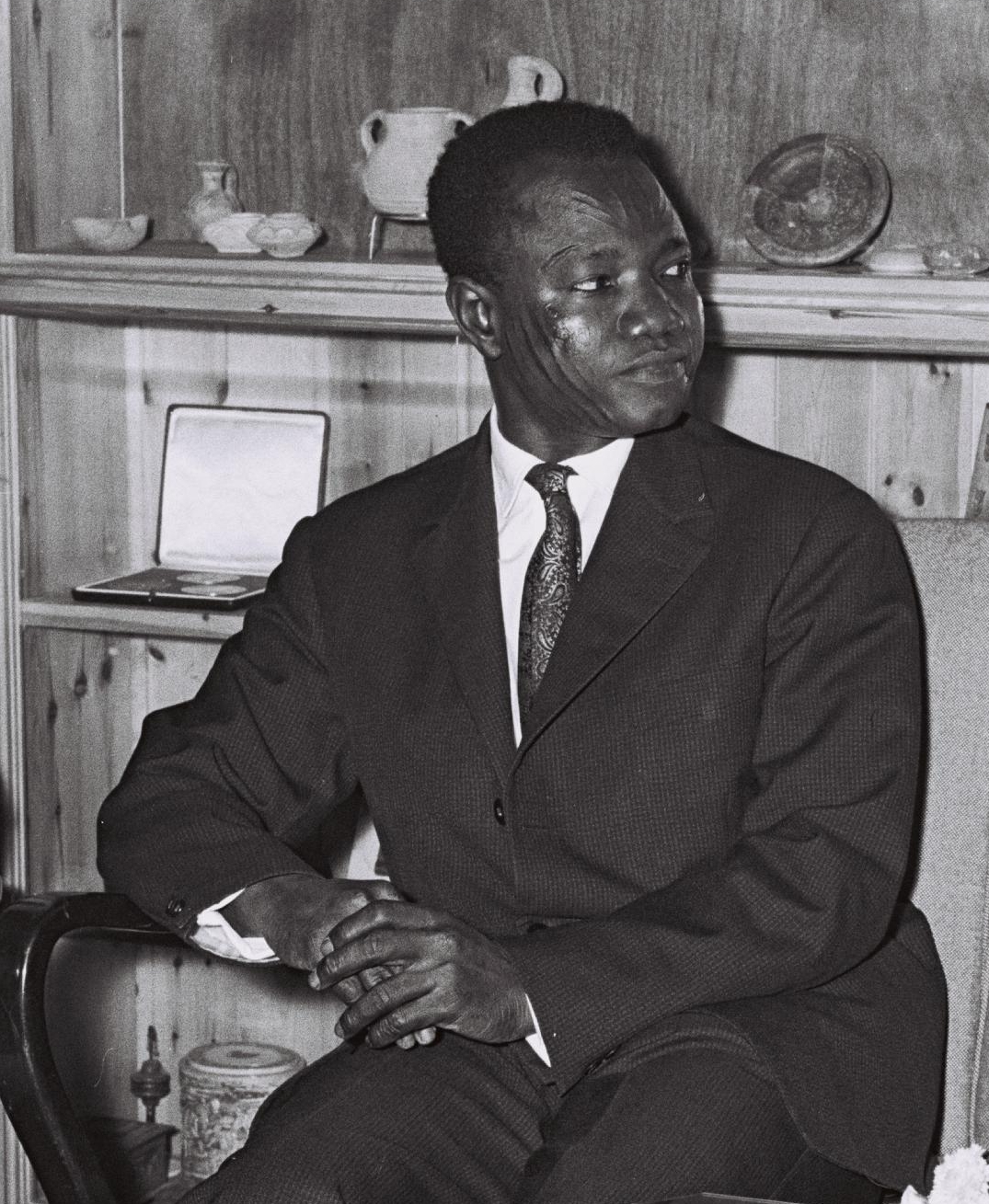
François Tombalbaye, 1er président de la république du Tchad (11 août 1960 – 13 avril 1975)

Le 11 août 1960, le projet de l’URAC coulé, le Premier ministre François Tombalbaye signe individuellement avec son homologue français Michel Debré, le 12 juillet, les accords de transfert des compétences de la Communauté à la république du Tchad. Dès lors, il reste seulement à définir les modalités pratiques de la proclamation de l’indépendance. La devise de la République (Unité - Travail - Progrès) ainsi que les couleurs du drapeau national (bleu – jaune – rouge) sont déjà fixées dès 1959 respectivement par les lois no 8 et 13 du 6 novembre 1959. L’hymne national (La Tchadienne) a été composé par le révérend-père Gidrol avec la collaboration d’un groupe d’élèves de l’internat Saint-Paul de Fort-Archambault. Par la loi no 11-60 du 26 juillet 1960, l’Assemblée législative fixe la date de la proclamation de l’indépendance au 11 août 1960 tandis que la date de la fête nationale est fixée au 11 janvier de chaque année, car le mois d’août qui est particulièrement pluvieux au Tchad n’est pas indiqué pour les festivités. Le jour « J », tout le Tchad est au rendez-vous à Fort-Lamy pour la cérémonie qui, d’après les témoignages, fut un événement mémorable.
En 1960, le Tchad accède à l’indépendance avec comme président François Tombalbaye (1918-1975). La moitié nord du pays reste sous contrôle de l’armée française jusqu’en 1965.

### Première guerre civile tchadienne (1965-1979)
- Guerre civile tchadienne (1965-1979)
- Octobre 1965 : début de la guerre civile tchadienne (1965-1979).
- 1966 : création du FROLINAT (Front de libération nationale du Tchad).
- 1968 : le président Tombalbaye fait appel aux troupes françaises pour venir à bout de la rébellion dans le Nord du pays.
- 1973 : la Libye annexe la bande d'Aozou : amorce du conflit tchado-libyen (1978-1987)
- 1974 : l’ethnologue Françoise Claustre est prise en otage par les rebelles toubous d’Hissène Habré, dans le désert du Tibesti. Elle ne sera libérée qu’en 1977.
- 13 avril 1975 : le président François Tombalbaye trouve la mort au cours d’un coup d’État d'unités de l'Armée nationale tchadienne qui aboutit à la prise du pouvoir par le général Félix Malloum (1932-2009). Ce dernier demande le départ des troupes françaises quelques mois plus tard[7].
- 1978 : les troupes françaises interviennent à nouveau pour soutenir le général Félix Malloum. Celui-ci confie la direction du gouvernement à Hissène Habré.
- 1979 : Première Bataille de Ndjamena : le général Malloum doit céder la place à Goukouni Oueddei (1944-), président du FROLINAT, qui prend la tête d’un Gouvernement d'union nationale de transition (GUNT). Hissène Habré devient ministre de la Défense.
- 1980 : Seconde Bataille de Ndjamena, opposant Hissène Habré à Goukouni Oueddei : ce dernier l’emporte avec l’aide des troupes libyennes, qui occupent la majeure partie du pays.
- 1981 : après l’échec d’un projet de fusion entre la Libye et le Tchad, les troupes libyennes évacuent le pays, à l’exception de la bande d’Aozou.
- 1982 : Hissène Habré (1942-2021) s’empare de Ndjamena à la tête des FAN (Forces armées du Nord). Goukouni Oueddei se réfugie au Cameroun.

### Régime d'Hissène Habré (1982-1990)

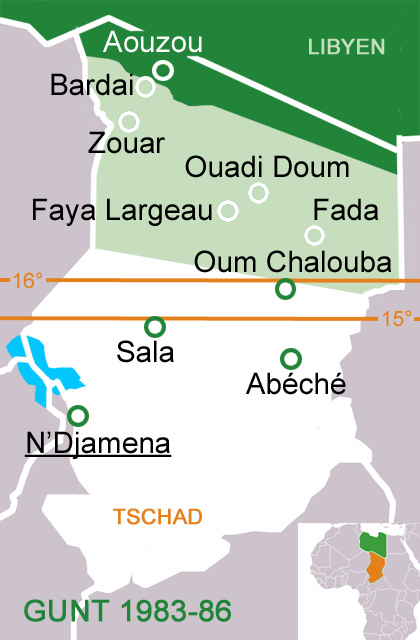
Zone contrôlé par le GUNT au Tchad en 1986/1987 (vert clair), « ligne rouge » au 15e et 16e latitude (1983 et 1984) et la bande d'Aozou occupée par la Libye (vert foncé).

- 1983 : les partisans de Goukouni Oueddei s’emparent de Faya-Largeau avec l’aide des troupes libyennes, tandis que les troupes françaises se déploient dans le centre et le sud du pays (Opération Manta).
- 1984 : accord entre Paris et Tripoli prévoyant l’évacuation « totale et concomitante » du Tchad par les forces françaises et libyennes.
- 1986 : les forces libyennes ayant repris l’offensive, la France fait bombarder l’aéroport libyen de Ouadi-Doum et déploie de nouvelles troupes à Ndjamena (opération Épervier).
- 1987 : Au cours de la guerre des Toyota de janvier à septembre 1987 au Tchad et dans le Sud de la Libye, les troupes tchadiennes reprennent Faya-Largeau, dernière place forte libyenne dans le Nord du pays. La bande d'Aozou ne sera restituée au Tchad qu’en 1994, sur décision de la Cour internationale de justice.
- 1990 : Idriss Déby s’empare de N'Djaména à la tête du Mouvement patriotique du salut (MPS). Hissène Habré se réfugie au Cameroun, puis au Sénégal.

### Régime d'Idriss Déby (1990-2021)

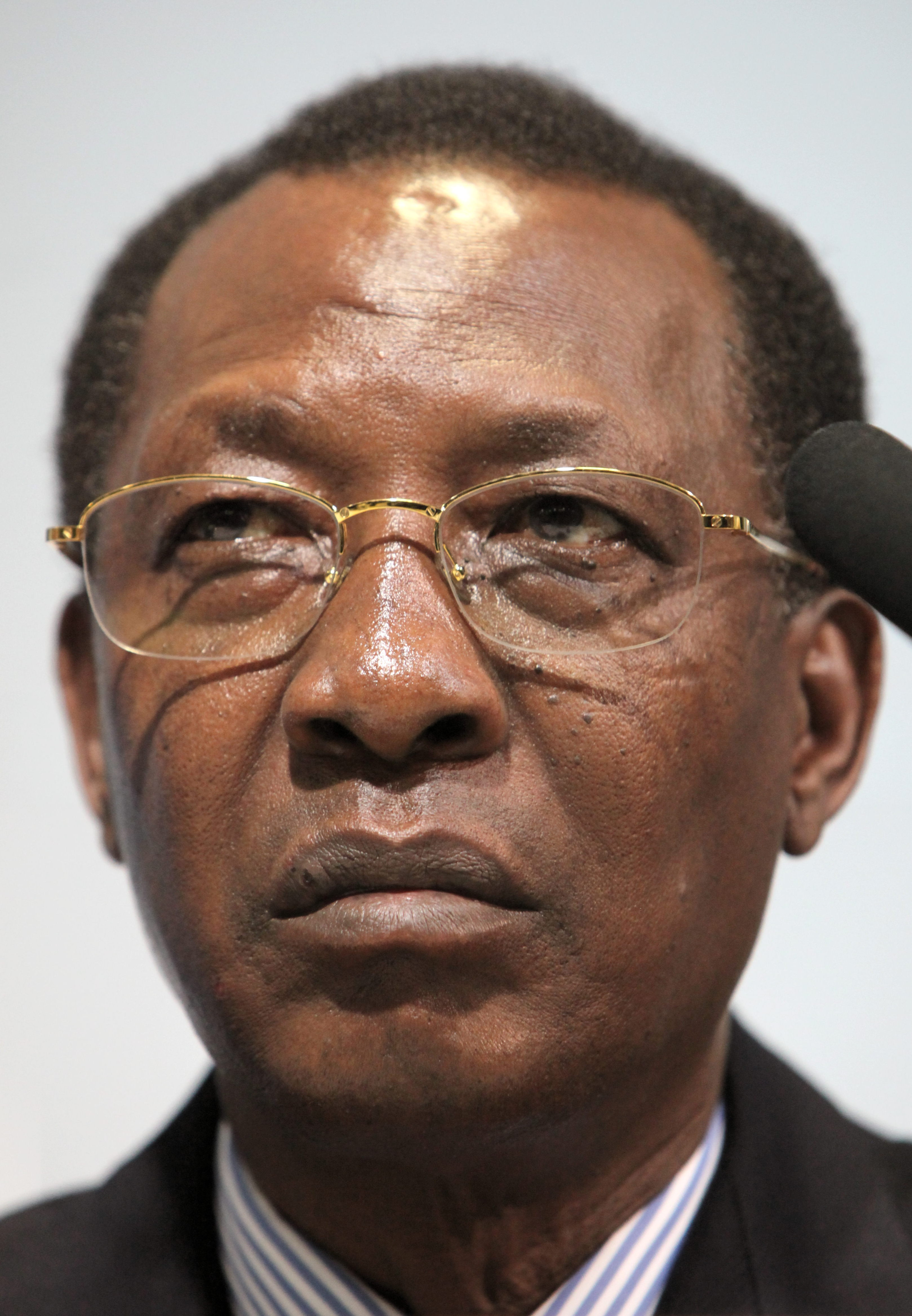
Idriss Déby, 6e président de la république du Tchad (en fonction depuis le 28 février 1991)

#### Première présidence Idriss Déby (1990-1995)
Idriss Déby (1952-2021) est alors porté à la présidence du Conseil d'État le 4 décembre 1990. Puis, il est désigné président de la République et chef du gouvernement par son mouvement, transformé en parti politique. De son côté, Habré est ensuite poursuivi par un tribunal international pour crime contre l'humanité pour les exactions commises durant son règne au Tchad,.
Une «conférence nationale» est organisée en janvier 1993 pour initialiser le nouveau régime, et prend fin début avril 1993, fixant de nouvelles orientations économiques, politiques et sociales. Un chef de gouvernement est nommé, Fidèle Abdelkerim Moungar, un habitué de ce type de fonction,  pour mettre en œuvre ces orientations. Un Conseil supérieur de la transition (CST) vers la démocratie est également mis en place. Idriss Déby demeure chef de l'État, chef suprême des armées et chef de l'administration. 
Delwa Kassiré Coumakoye succède à Fidèle Abdelkerim Moungar en novembre 1993 comme chef de gouvernement, jusqu'en avril 1995 où il est remplacé par Koibla Djimasta, qui reste en place deux ans. 

#### Nouveau régime, présidences Idriss Déby (1996-2005)
Plusieurs fois reportée, une élection présidentielle en deux tours est organisée en juin et juillet 1996. Elle est remportée au second tour par Idriss Déby, face à un autre ancien militaire, Wadel Abdelkader Kamougué.  Kamougué a obtenu 30,9 % des voix, contre 69,1 % pour Idriss Déby. 
En mai 1997, Nassour Guelengdouksia Ouaidou succède à Delwa Kassiré Coumakoye comme chef du gouvernement, et reste en place deux ans et demi. Il est remplacé en décembre 1999 par Nagoum Yamassoum, ancien dirceteur de campagne d'Idriss Déby lors de l'élection présidentielle de 1996. Une nouvelle élection présidentielle est organisée en mai 2001, remportée à nouveau par Idriss Déby avec plus de 67 % des voix dès le premier tour, mais le scrutin est émaillé d'irrégularités. Pour autant l'opposition reste divisée.
Un accord de réconciliation, parrainé par la Libye, est signé en janvier 2002 avec le principal mouvement rebelle subsistant au Tchad,dans le massif du Tibesti. Une exploitation de gisements de pétrole commence en juillet 2003, dans le sud du Tchad, avec un oléoduc de 1 070 kilomètres qui en assure le transfert jusqu'à la côte camerounaise.
En 2005, le président Déby fait modifier la constitution pour pouvoir se présenter à un troisième mandat présidentiel. Il est réélu pour un troisième mandat le 3 mai 2006 avec 64,67 % des suffrages exprimés.

#### Seconde guerre civile tchadienne (2005-2010)

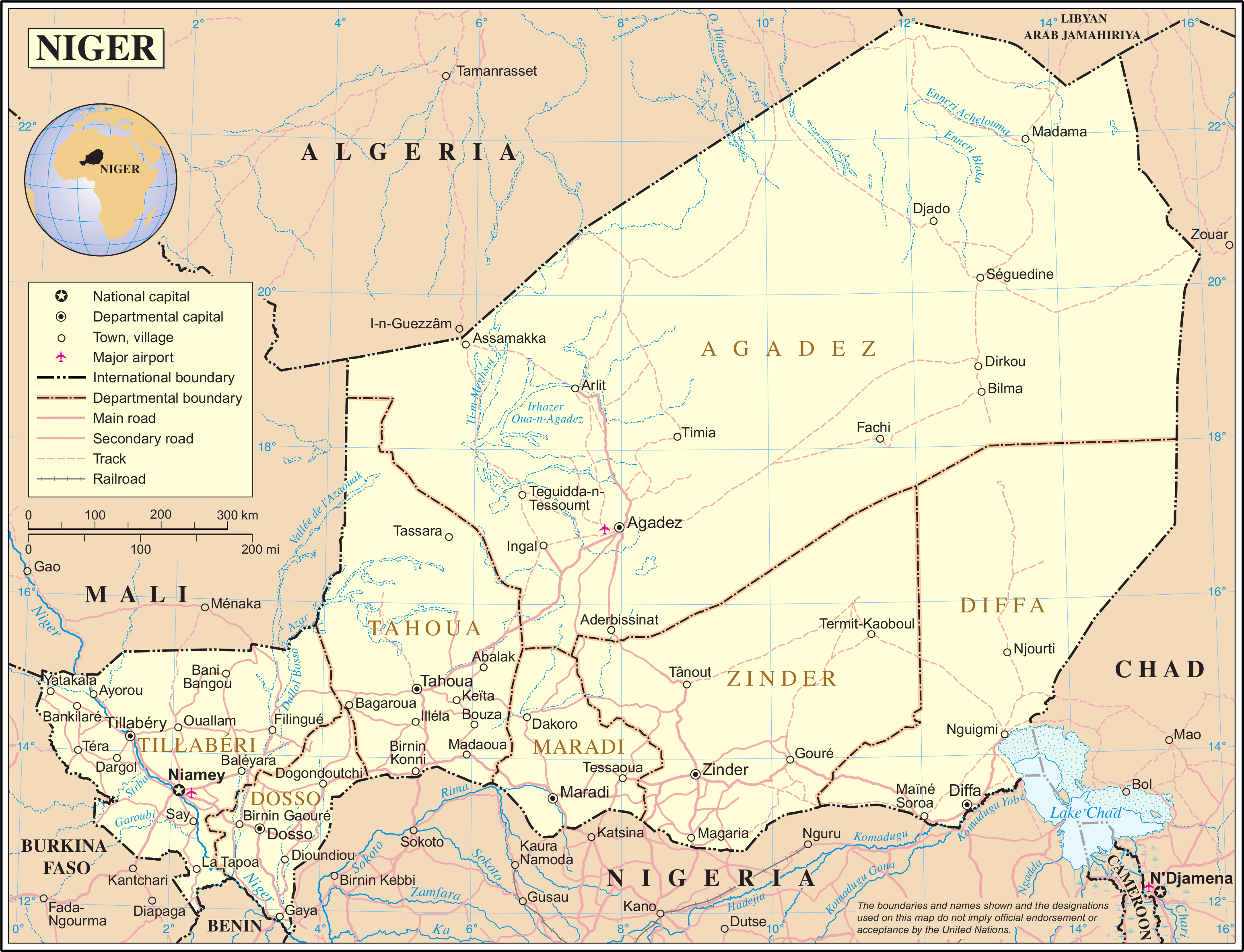
Carte du Niger (ONU)

Mais de nouveaux mouvements rebelles apparaissent peu avant cette élection, et se rassemblent en une alliance, les Forces unies pour le changement (FUC). C'est le début d'une nouvelle guerre civile. Les troupes du FUC attaquent en avril 2006 la capitale, N'Djaména, mais sont repoussées.
Plusieurs accords de paix restent lettre morte. En février 2008, les rebelles tchadiens lancent une seconde offensive pour prendre N'Djaména, après une traversée du pays depuis le Soudan. Les rebelles cernent le palais présidentiel le 2 février. Grâce au soutien militaire de la France, incluant aide logistique (livraison de munitions depuis la Libye), renseignement militaire et combat de troupes françaises contre les rebelles, Idriss Déby parvient  toutefois à se maintenir et les rebelles sont contraints de se replier,. Idriss Déby demande à l'Union européenne de dépêcher au plus tôt une force de paix, baptisée EUFOR, dont le contingent principal est français : Bataille de N'Djaména (2008).
Le bilan de l'EUFOR est critiqué par un rapport de l'International Crisis Group : « Alors que les soldats de l'Eufor luttaient avec un succès considérable contre les accusations de partialité liées à la présence en son sein d'un contingent français, le blocage de la France contre tout mandat politique a contribué au jeu politique du Président Déby, c'est-à-dire à l'utilisation du déploiement international comme une force de dissuasion psychologique contre une opposition armée et ses soutiens soudanais. (…) Grâce à l'Eufor, la France a donc activement contribué à renforcer Déby sans aider les Tchadiens à trouver une solution durable à leur crise. le processus politique, déjà insuffisant, a été pris en otage par le régime et, grâce à l'Eufor, Déby a renforcé son contrôle sur l'Est. ».

#### Nouvelles présidences d'Idriss Déby (2010-2021)
Idriss Déby réussit en début d'année 2010 à se réconcilier avec le pouvoir soudanais, qui lui faisait la guerre par rebelles interposés, met ainsi fin à la guerre civile et stabilise  la situation de l'État tchadien après des années de conflit.
Le 25 avril 2011, il est réélu pour un quatrième mandat dès le premier tour de l'élection présidentielle par 88,7 % des voix, face à Albert Pahimi Padacké (6 %) et Madou Nadji (5,3 %). Il s'oppose aux frappes militaires occidentales durant la guerre civile libyenne de 2011. Il déclare souhaiter que Mouammar Kadhafi, le dictateur libyen, quitte le pouvoir, mais en douceur et non à la suite d'une intervention armée qui « laissera des traces » selon lui. Il s'inquiète des « lourdes conséquences en matière de déstabilisation régionale et de dissémination du terrorisme en Europe, en Méditerranée et en Afrique »
Au mois de mai 2012, Idriss Déby lance une vaste opération anti corruption dans le pays, baptisée « opération Cobra ».
En janvier 2013, le Tchad envoie des troupes au nord du Mali pour participer à l'opération Serval. Cette action au Mali, ou encore en Centrafrique et au Nigeria contre Boko Haram valent à Idriss Déby de recevoir un soutien fort de la France et des États-Unis.
Alors que le Tchad compte en 2001 parmi les pays les moins avancés (PMA) du continent africain, il occupe en 2015 la troisième place de l'Africa Performance Index (API), outil de notation et de classement des institutions du secteur public en Afrique. 
Idriss Déby débloque cette même année un plan d'aides financières pour  la région du lac Tchad, en proie à la désertification et propice au développement de groupes terroristes tels que Boko Haram. Le 1er décembre 2015, à l'occasion du sommet « Défi climatique et solutions africaines » en marge de la Conférence de Paris sur le climat (COP 21), Idriss Déby alerte aussi la communauté internationale sur le besoin de financement pour l'avenir du lac Tchad, dont la surface a été divisée par huit depuis 1973 : « La question du lac Tchad est ancienne. À toutes les rencontres sur le climat depuis 20 ans, ce dossier a été évoqué [...] depuis Copenhague, Rio et aujourd'hui Paris. Je ne suis pas sûr que jusqu'à aujourd'hui, nous ayons trouvé des oreilles, tout au moins des actions concrètes ».
Devant faire face à la menace grandissante du groupe Boko Haram, il augmente la participation du Tchad à la Force multinationale mixte (FMM) luttant contre Boko Haram, et redéploie mille deux cents Tchadiens de la FMM, présents depuis des mois au Nigeria, sur les pourtours du lac, côté Tchad, où les attaques du groupe terroriste se multiplient,.
Idriss Déby est sans surprise investi candidat pour un sixième mandat par le Mouvement patriotique du salut (MPS) pour l'élection 2021. Il est réélu sans surprise mais meurt au front face à une rébellion lors d'une offensive dans le nord du pays.

### Galerie de personnalités politiques (depuis 2010)
Premiers ministres du Tchad

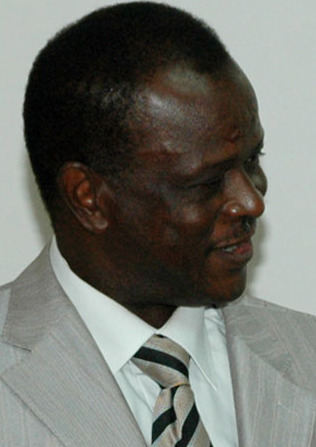
Emmanuel Nadingar 2010-2013
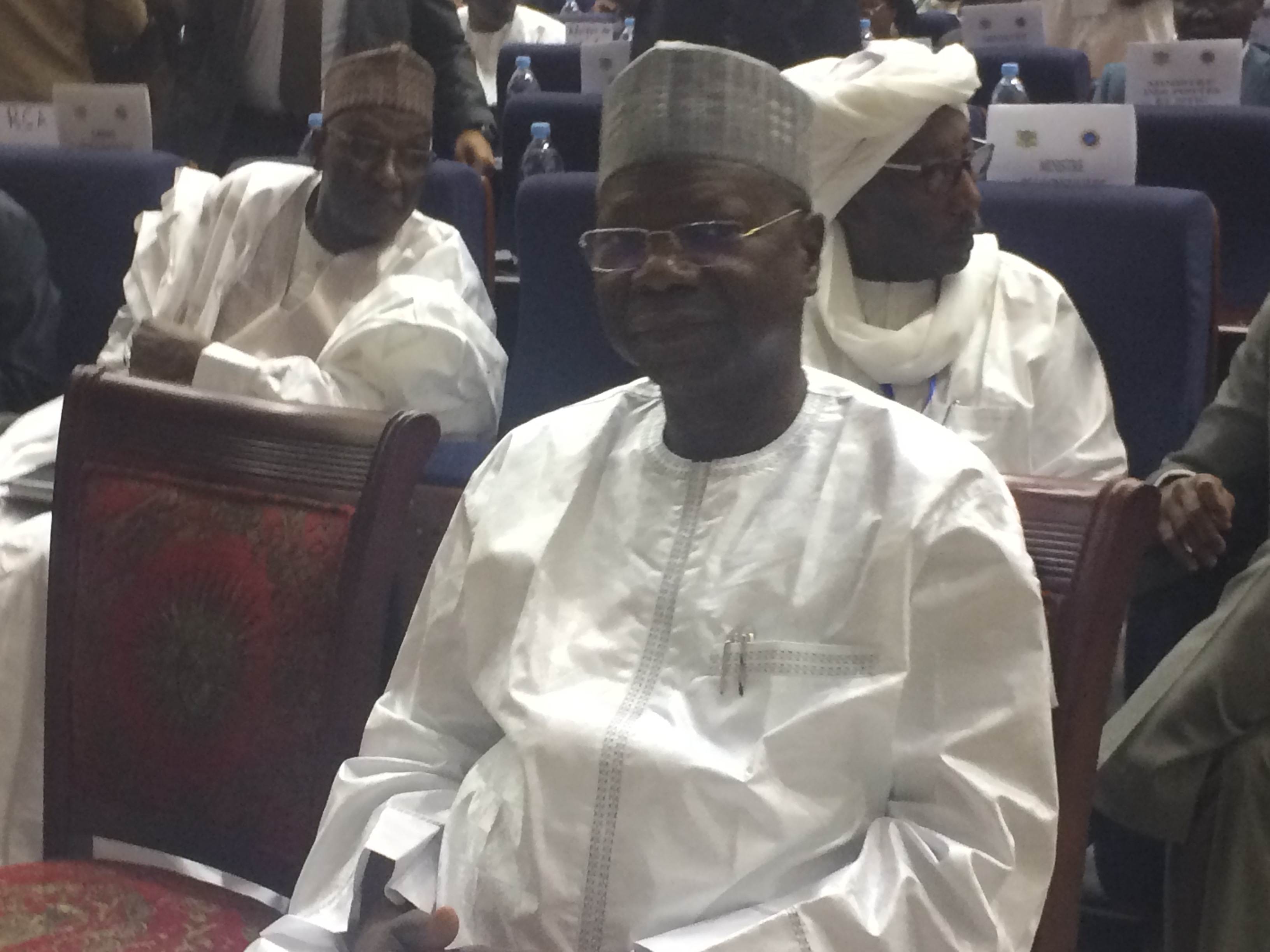
Kalzeubé Pahimi Deubet 2013-2016
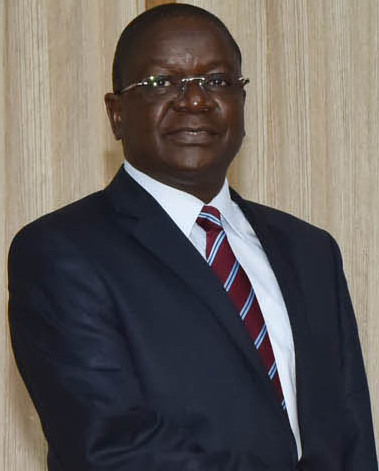
Albert Pahimi Padacké 2016-2018 2021-2022
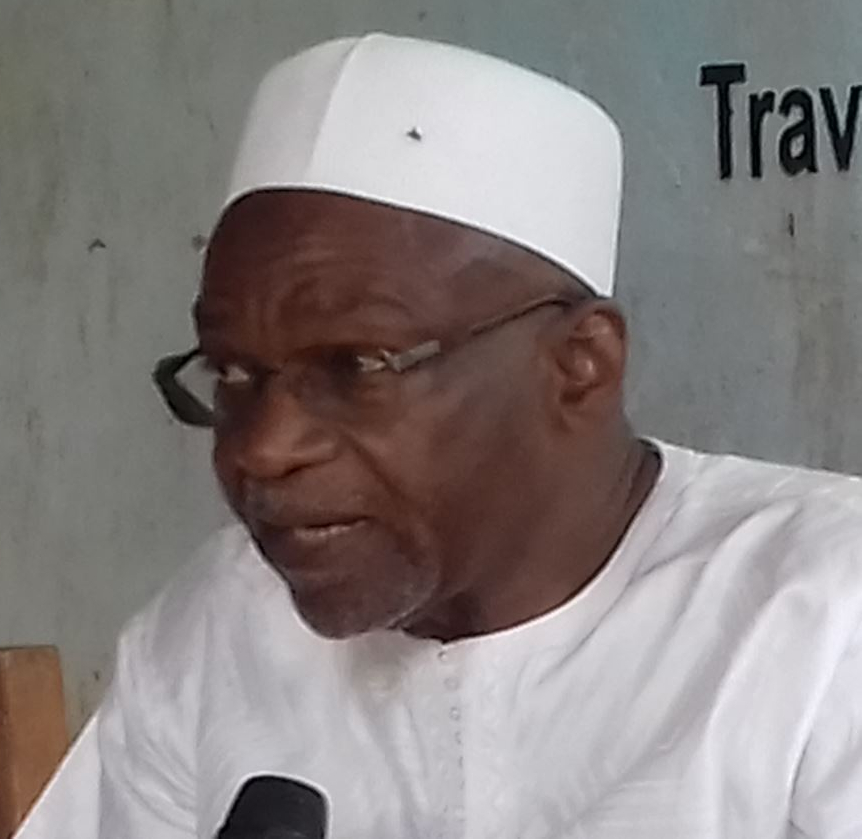
Saleh Kebzabo 2022-2024
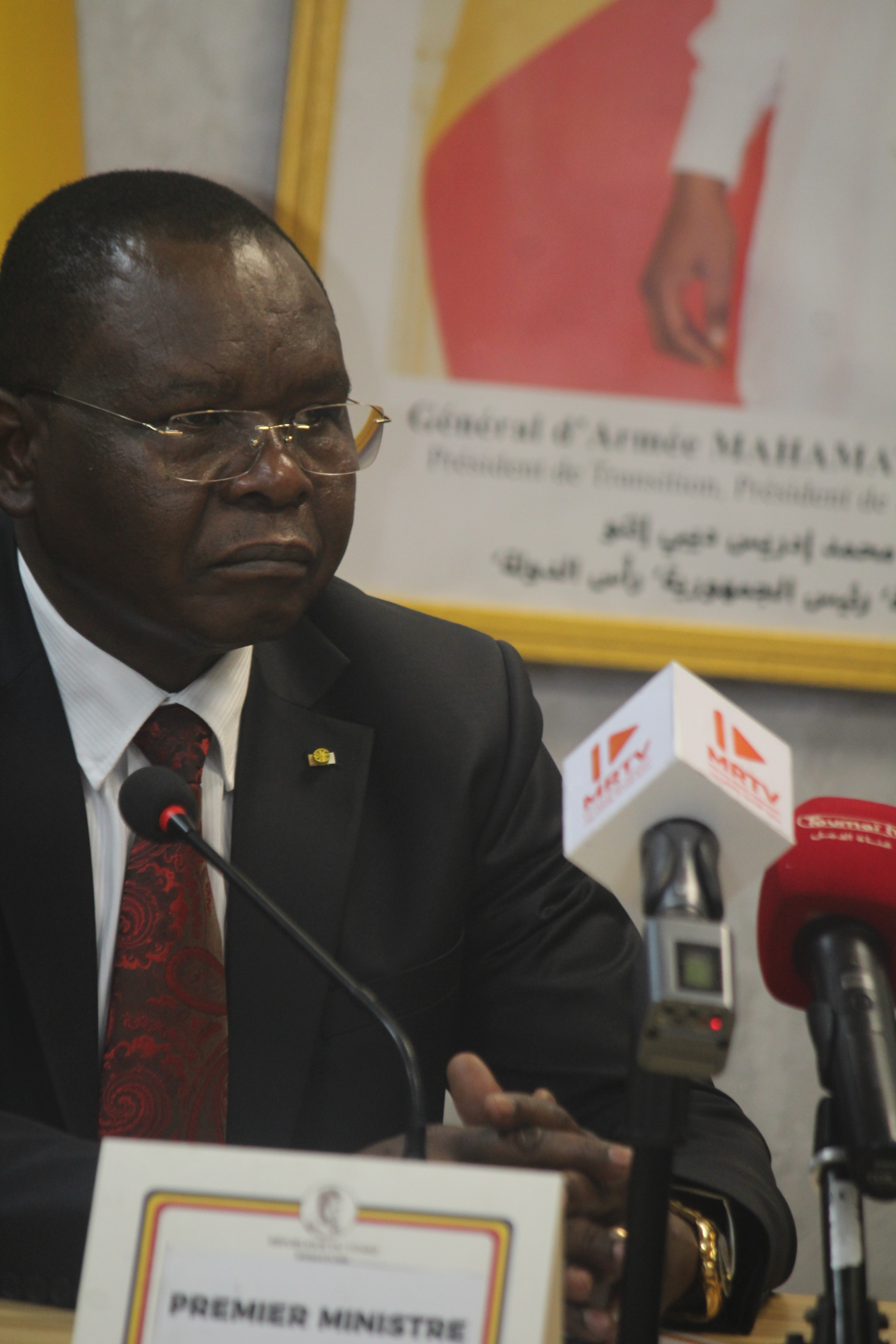
Allamaye Halina 2024-présent

### Depuis 2021
- Armée nationale tchadienne (1960)

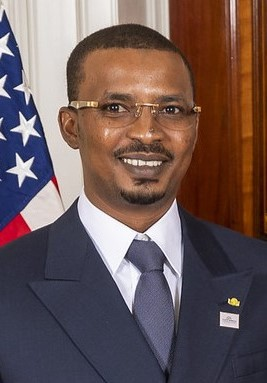
Mahamat Idriss Déby, président élu en 2024

- Mouvement patriotique du salut (1990)
- Insurrection dans le nord du Tchad (2016-)
- Conseil militaire de transition (Tchad) (2021)
- Mahamat Idriss Déby (1984-), Albert Pahimi Padacké (1966-), Djimadoum Tiraina, Allamaye Halina, Succès Masra
- Alliance des États du Sahel (AES, 2023)